# De Tomaso Vallelunga
De Tomaso Vallelunga – samochód sportowy wyprodukowany w niewielkiej liczbie egzemplarzy przez włoską firmę De Tomaso w latach 1964-1968. Powstało tylko 53 egzemplarze, następcą został model Mangusta.

## Historia
Vallelunga opierał się na roadsterze opracowanym przez Carozzeria Fissore, nazwa pochodzi od toru Autodromo di Vallelunga. Samochód po raz pierwszy został zaprezentowany w 1964 jako prototyp na Turin Motor Show.

## Dane techniczne
Samochód napędzany był rzędowym czterocylindrowym motorem o pojemności 1,5 litra pochodzącym od Forda, napędzał on także model Cortina. Silnik osiągał moc około 104 KM (78 kW) przy 6200 obr./min. Samochód dzięki zastosowaniu nadwozia z włókna szklanego ważył 726 kg.